# تره‌کاستانی
تره‌کاستانی (به ایتالیایی: Trecastagni) یک کومونه در ایتالیا است که در استان کاتانیا واقع شده‌است. تره‌کاستانی ۱۹٫۰ کیلومتر مربع مساحت و ۱۰٫۰۶۸ نفر جمعیت دارد و ۵۸۶ متر بالاتر از سطح دریا واقع شده‌است.